# Agroquímica
A agroquímica é o estudo da química, especialmente química orgânica e bioquímica, no que se refere à agricultura — produção agrícola, processamento de produtos crus em alimentos e bebidas e monitoramento e remediação ambiental. Esses estudos enfatizam as relações entre plantas, animais e bactérias e seu ambiente. Como um ramo da ciência agrícola, a agroquímica estuda as composições químicas e reações envolvidas na produção, proteção e uso de culturas e gado. Seus aspectos básicos de ciência abrangem, além da química de tubos de ensaio, todos os processos vitais pelos quais os humanos obtêm alimentos e fibras para si mesmos e para seus animais. Seus aspectos de ciência e tecnologia aplicada são direcionados ao controle desses processos para aumentar os rendimentos, melhorar a qualidade e reduzir custos. Um importante ramo dela, a quimurgia, está focado principalmente com a utilização de produtos agrícolas como matérias-primas químicas.